# Cloruro de telurio(II)
El cloruro de telurio(II), también conocido como dicloruro de telurio, es un compuesto químico. Su fórmula química es TeCl2. Contiene telurio en estado de oxidación +2. También contiene iones de cloruro. 

## Propiedades
El cloruro de telurio(II) es un sólido negro. Absorbe el agua. Se puede oxidar a cloruro de telurio(IV). Reacciona con el agua.